# Ciprian Chiujdea
Ciprian Chiujdea (* 2001 in Tulcea) ist ein rumänischer Schauspieler.

## Leben und Karriere
Ciprian Chiujdea absolvierte seine Ausbildung an der Nationaluniversität der Theater- und Filmkunst „Ion Luca Caragiale“ in Bukarest.
Größere Bekanntheit brachte ihm die Verpflichtung für Emanuel Parvus Spielfilm Trei kilometri până la capătul lumii (2024) ein, der gleichzeitig sein Kinodebüt darstellte. Das Werk, in weiteren Rollen unter anderem mit Bogdan Dumitrache und Laura Vasiliu besetzt, wurde in den Hauptwettbewerb des 77. Filmfestivals von Cannes eingeladen.

## Filmografie
- 2024: Trei kilometri până la capătul lumii